# Haankhes
Haankhes (fl. XVI secolo a.C.) è stata una regina egizia della XVII dinastia.
Il suo nome (traslitterato: ḥ3-ˁnḫ=s) significa "Possa Ella vivere". Fu probabilmente una sposa del faraone Sekhemra-heruhermaat Initef. La regina Haankhes è conosciuta solamente grazie alla stele di un suo figlio, il principe Ameni. La stele fu rinvenuta a Copto, ma potrebbe provenire da Dendera; una sua metà si trova al Petrie Museum of Egyptian Archeology, a Londra, l'altra al Museo Puškin delle belle arti a Mosca. Ameni sposò la principessa Sobekemheb, figlia di re Sobekemsaf I e della regina Nubemhat.

Il suo unico titolo noto è "Sposa del Re".

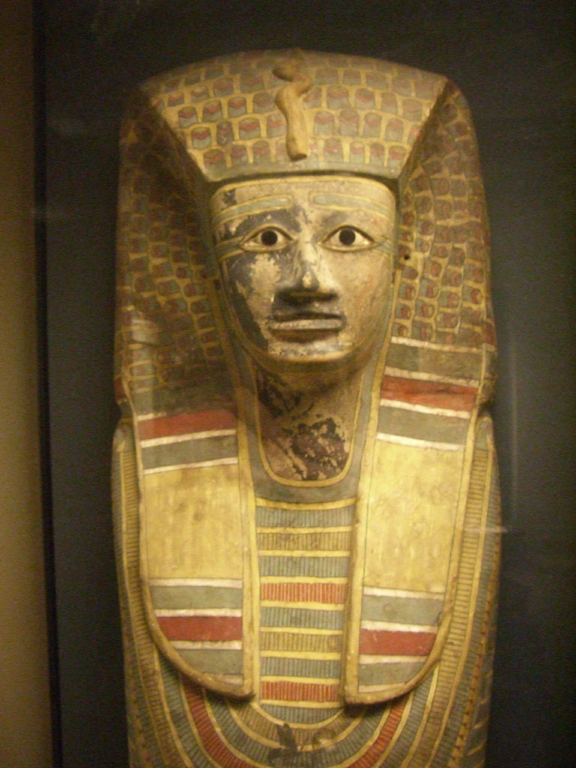
Sarcofago del faraone Initef, marito di Haankhes, al Museo del Louvre.